# Gråøya

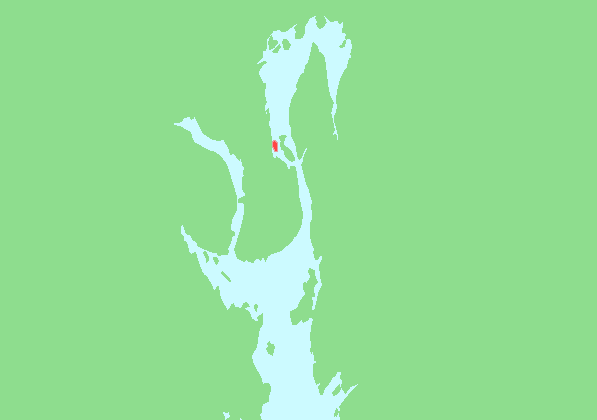
Gråøya i Oslofjorden markerat med rött på kartan.

Gråøya är en ö i Akershus fylke i Norge. Gråøya ligger i Oslofjorden utanför Åros, cirka 45 km söder om Oslo. Det finns tre stugor på ön. Ön har tät skog och brant terräng.
Ön ligger i Oslofjorden där Åroselva mynnar. Ett äldre namn på Åroselva är Gró och det är därifrån ön Gråøya fått sitt namn.